# Ginástica nos Jogos Olímpicos de Verão de 1956
A ginástica nos Jogos Olímpicos de Verão de 1956 foi realizada em Melbourne, na Austrália, com quinze eventos: oito masculinos e sete femininos. Todos os eventos foram disputados no West Melbourne Stadium entre 3 e 7 de dezembro de 1956. O local de competições fica a 3,4 quilômetros do Melbourne Cricket Ground, o estádio olímpico de 1956.

## Eventos
Ginástica artística
Quinze conjuntos de medalhas foram concedidos nos seguintes eventos:
- Equipes masculinas
- Individual geral masculino
- Solo masculino
- Salto sobre o cavalo masculino
- Cavalo com alças
- Argolas
- Barra fixa
- Barras paralelas

- Equipes femininas
- Individual geral feminino
- Solo feminino
- Salto sobre o cavalo feminino
- Trave feminino
- Barras assimétricas feminino
- Aparelhos portáteis feminino

## Medalhistas
Masculino
| Evento                    | Ouro | Prata                                                                                            | Bronze |
| ------------------------- | --- | ------------------------------------------------------------------------------------------------ | --- |
| Equipes detalhes          | Albert Azaryan Viktor Chukarin Valentin Muratov Boris Shakhlin Pavel Stolbov Yuri Titov URS União Soviética | Takashi Ono Masao Takemoto Masami Kubota Nobuyuki Aihara Shinsaku Tsukawaki Akira Kono JPN Japão | Kalevi Suoniemi Berndt Lindfors Martti Mansikka Onni Lappalainen Olavi Leimuvirta Raimo Heinonen FIN Finlândia |
| Individual geral detalhes | Viktor Chukarin URS União Soviética                                                                         | Takashi Ono JPN Japão                                                                            | Yuri Titov URS União Soviética                                                                                 |
| Solo detalhes             | Valentin Muratov URS União Soviética                                                                        | Nobuyuki Aihara JPN Japão William Thoresson SWE Suécia Viktor Chukarin URS União Soviética       | nenhum |
| Salto detalhes            | Helmut Bantz EUA Equipe Alemã Unida Valentin Muratov URS União Soviética                                    | nenhum                                                                                           | Yuri Titov URS União Soviética                                                                                 |
| Barra fixa detalhes       | Takashi Ono JPN Japão                                                                                       | Yuri Titov URS União Soviética                                                                   | Masao Takemoto JPN Japão                                                                                       |
| Cavalo com alças detalhes | Boris Shakhlin URS União Soviética                                                                          | Takashi Ono JPN Japão                                                                            | Viktor Chukarin URS União Soviética                                                                            |
| Barras paralelas detalhes | Viktor Chukarin URS União Soviética                                                                         | Masami Kubota JPN Japão                                                                          | Takashi Ono JPN Japão Masao Takemoto JPN Japão                                                                 |
| Argolas detalhes          | Albert Azaryan URS União Soviética                                                                          | Valentin Muratov URS União Soviética                                                             | Masami Kubota JPN Japão Masao Takemoto JPN Japão                                                               |

Feminino
| Evento                       | Ouro | Prata | Bronze |
| ---------------------------- | --- | --- | --- |
| Equipes detalhes             | Polina Astakhova Ludmila Egorova Lidia Kalinina Larissa Latynina Tamara Manina Sofia Muratova URS União Soviética | Ágnes Keleti Olga Tass Margit Korondi Andrea Bodó Erzsébet Gulyás Alíz Kertész HUN Hungria                 | Elena Leușteanu Sonia Inovan Georgeta Hurmuzachi Emilia Vătășoiu Elena Mărgărit Elena Săcălici ROU Romênia |
| Individual geral detalhes    | Larissa Latynina URS União Soviética                                                                              | Ágnes Keleti HUN Hungria                                                                                   | Sofia Muratova URS União Soviética |
| Solo detalhes                | Ágnes Keleti HUN Hungria Larissa Latynina URS União Soviética                                                     | nenhum | Elena Leușteanu ROU Romênia |
| Salto detalhes               | Larissa Latynina URS União Soviética                                                                              | Tamara Manina URS União Soviética                                                                          | Olga Tass HUN Hungria Ann-Sofi Colling-Pettersson SWE Suécia |
| Trave detalhes               | Ágnes Keleti HUN Hungria                                                                                          | Eva Bosáková TCH Checoslováquia Tamara Manina URS União Soviética                                          | nenhum |
| Barras assimétricas detalhes | Ágnes Keleti HUN Hungria                                                                                          | Larissa Latynina URS União Soviética                                                                       | Sofia Muratova URS União Soviética |
| Aparelhos portáteis detalhes | Ágnes Keleti Olga Tass Margit Korondi Andrea Bodó Erzsébet Gulyás Alíz Kertész HUN Hungria                        | Ann-Sofi Colling-Pettersson Eva Rönström Doris Hedberg Karin Lindberg Evy Berggren Maude Karlén SWE Suécia | Tamara Manina Larissa Latynina Sofia Muratova Lidia Kalinina Polina Astakhova URS União Soviética Helena Rakoczy Natalia Kot Danuta Nowak-Stachow Dorota Jokiel Barbara Ślizowska Lidia Szczerbińska POL Polônia |

## Quadro de medalhas
| Ordem | País                   | Medalha de ouro | Medalha de prata | Medalha de bronze |    |
| ----- | ---------------------- | --------------- | ---------------- | ----------------- | -- |
| 1     | URS União Soviética    | 11              | 6                | 6                 | 23 |
| 2     | HUN Hungria            | 4               | 2                | 1                 | 7  |
| 3     | JPN Japão              | 1               | 5                | 5                 | 11 |
| 4     | EUA Equipe Alemã Unida | 1               |                  |                   | 1  |
| 5     | SWE Suécia             |                 | 2                | 1                 | 3  |
| 6     | TCH Checoslováquia     |                 | 1                |                   | 1  |
| 7     | ROU Romênia            |                 |                  | 2                 | 2  |
| 8     | FIN Finlândia          |                 |                  | 1                 | 1  |
| 8     | POL Polônia            |                 |                  | 1                 | 1  |
| TOTAL | TOTAL                  | 17              | 16               | 17                | 50 |